# Piercing

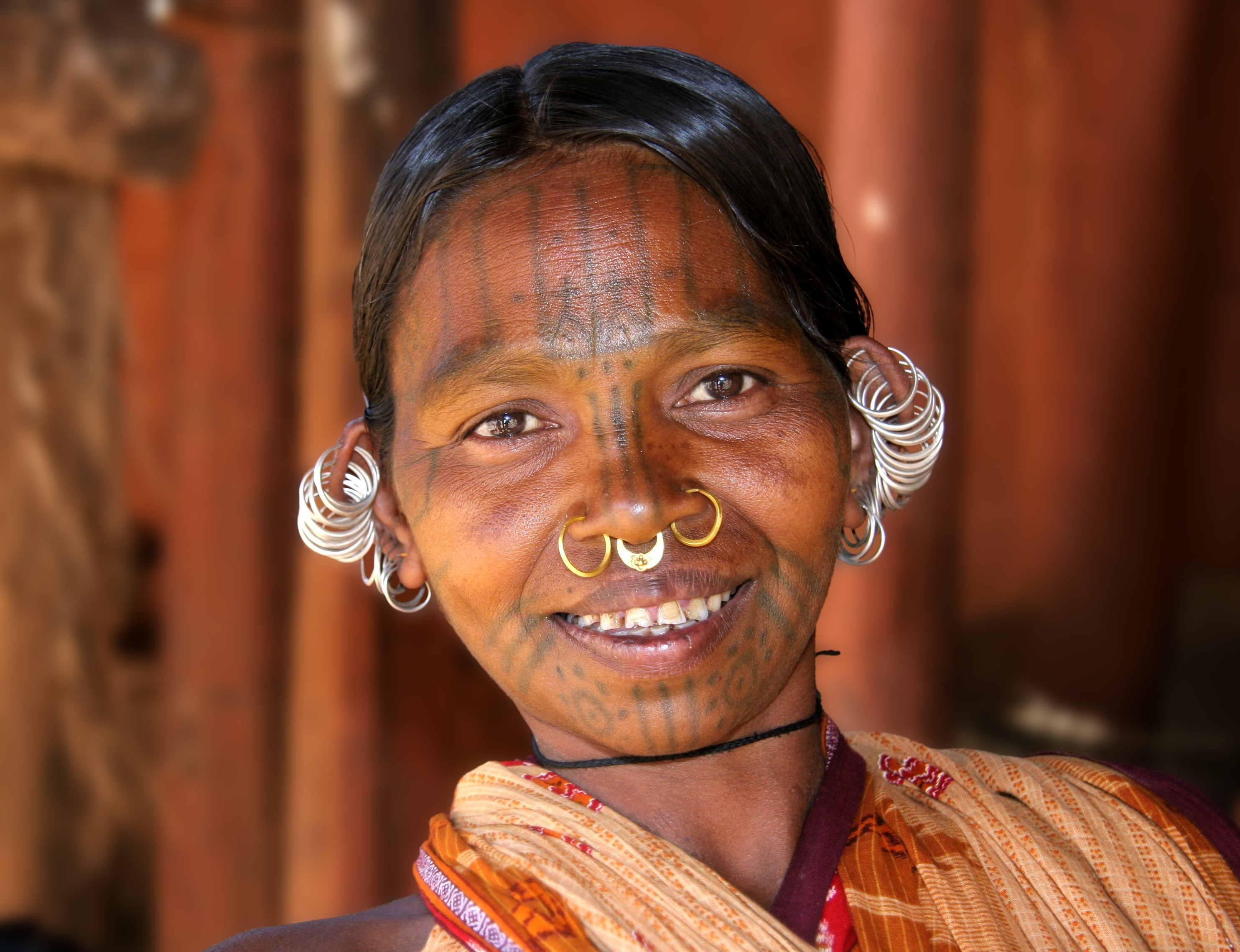
Vrouw met piercings en tatoeages

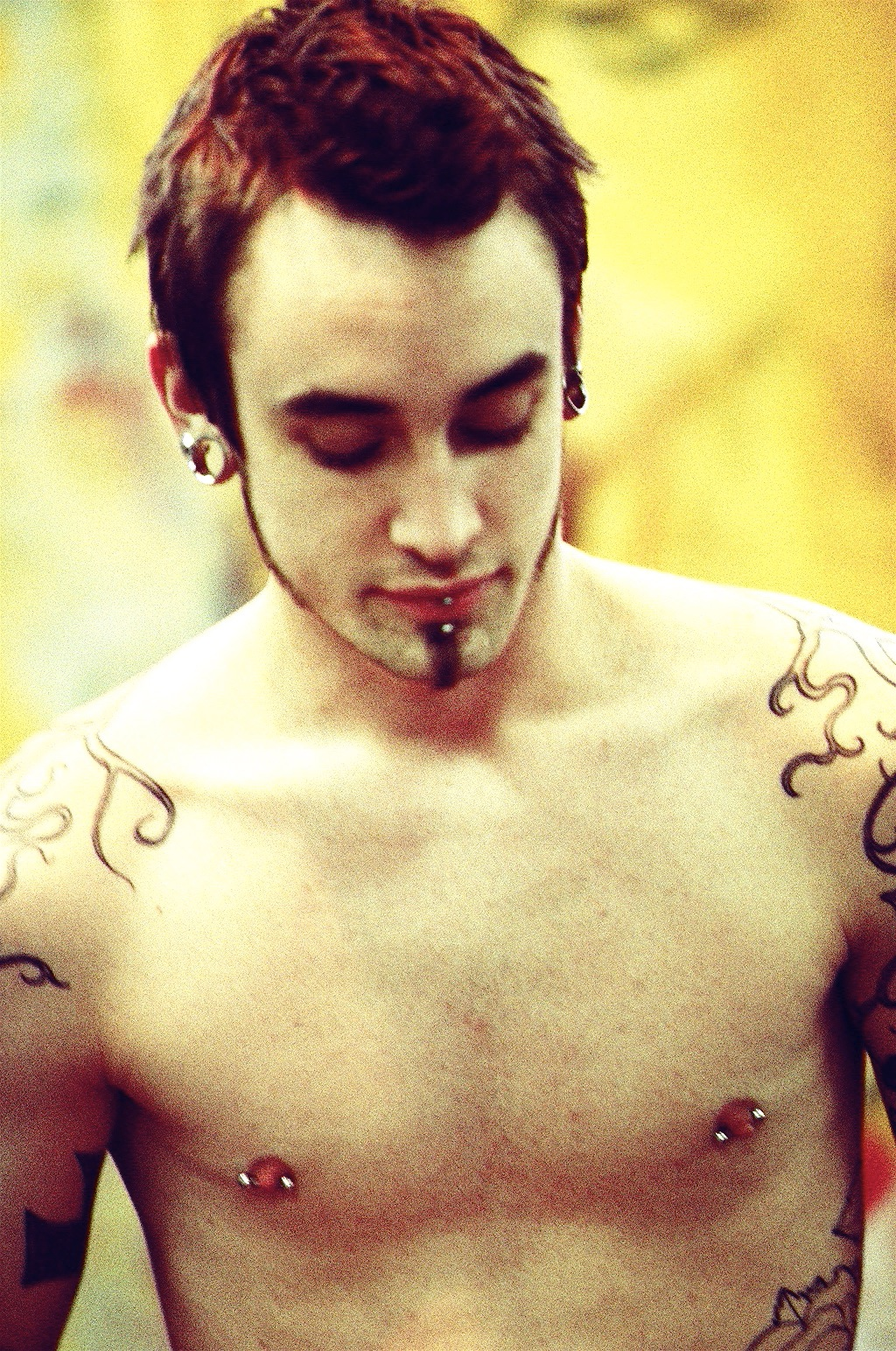
Tepelpiercing, verticale labret en gestretchte oren.

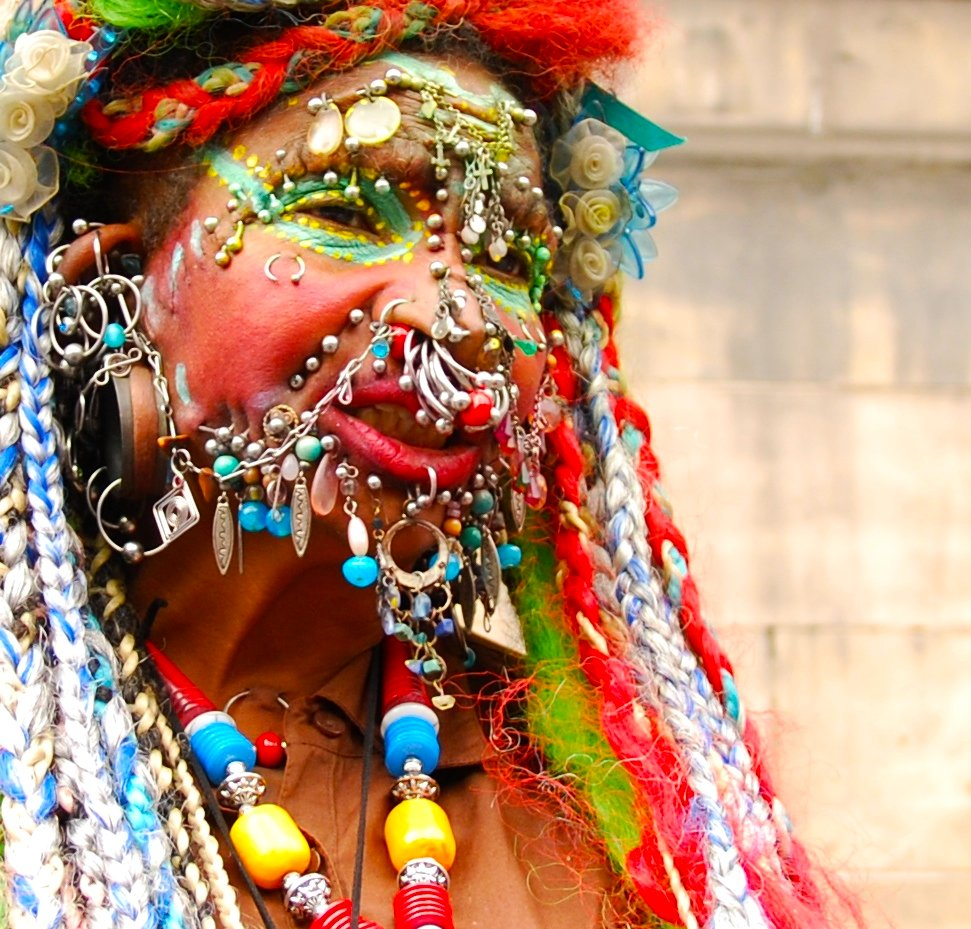
Volgens het Guinness Book of Records is dit de vrouw met de meeste piercings ter wereld

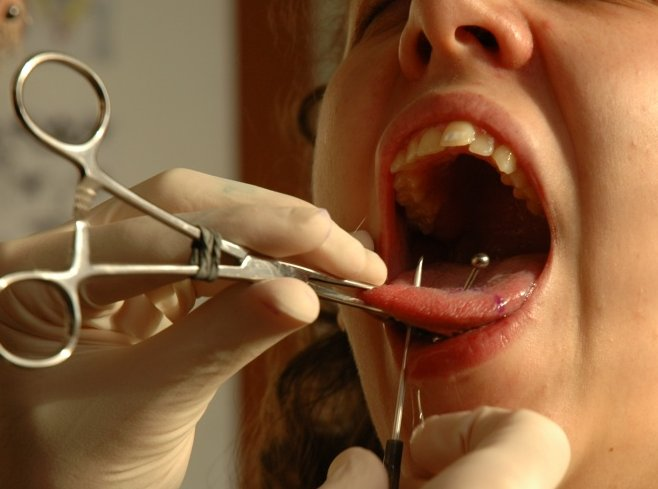
Piercing aanbrengen door de tong

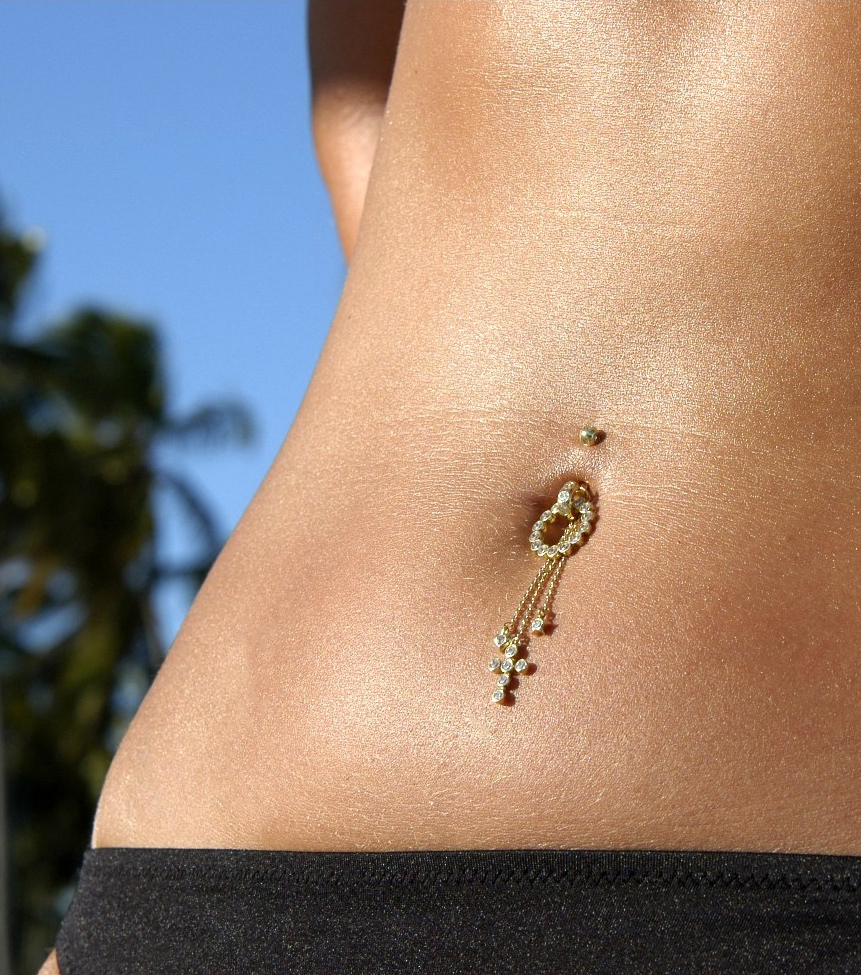
Navelpiercing

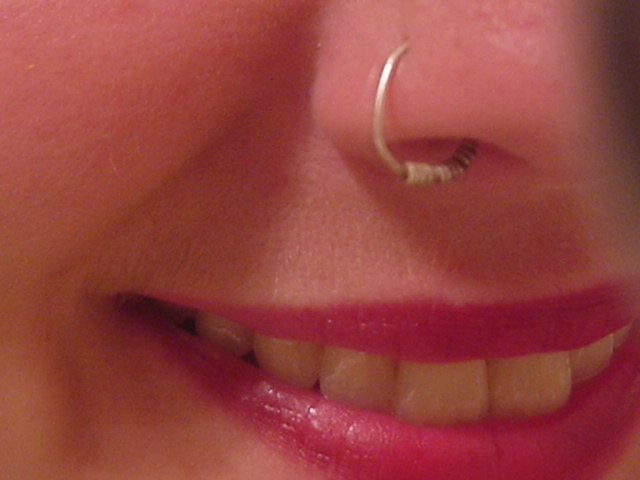
Neuspiercing

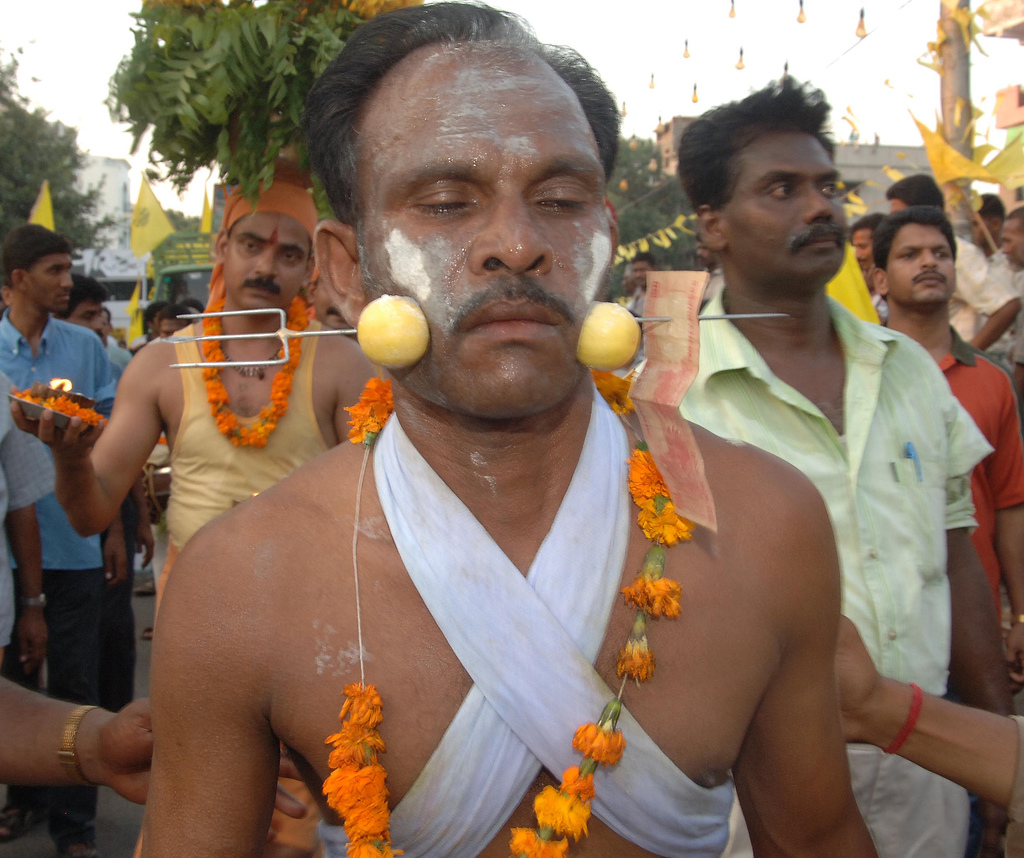
Hindoeïstische rituele piercing

Een piercing is een in de huid (of een ander oppervlakkig lichaamsdeel) aangebracht gaatje waardoor een (meestal metalen) sieraad wordt gestoken. Ook dit sieraad zelf wordt soms piercing genoemd. De term is uit het Engels afkomstig.

## Geschiedenis
Piercings worden toegepast door vele volkeren sinds de Oudheid. Vele natuurvolken kennen piercings bij alle geslachten. Mummies met piercings zijn gevonden, waaronder Ötzi uit de gletsjer. Hij had een 7–11 mm dikke piercing in het oor.
In Genesis 24:22 geeft de dienaar van Abraham een oorring en armbanden aan Rebekka, de toekomstige vrouw van zijn zoon Isaak. In Exodus 32:2-3 giet Aäron het gouden kalf uit omgesmolten oorringen van mannen en vrouwen. Het is niet duidelijk of het hier om piercings gaat.
Deuteronomium 15:12-17 lijkt oorpiercing als teken van slavernij voor te schrijven.
Doorboring van de neus is standaard in India sinds de zestiende eeuw. Piercing van de tepels kwam in het Westen incidenteel voor in de late negentiende en begin twintigste eeuw.

## Mode
In het Westen is het dragen van piercings vaak in de mode geweest. Sinds 2010 neemt het aantal mensen met een piercing vooral onder vrouwen toe. Het begint met een groep mensen die er het eerst mee rondlopen. Dit proces is intussen bij verscheidene soorten piercings opgetreden of aan de gang. Aanvankelijk nemen mensen aanstoot aan een weinig geziene piercing, maar door steeds meer piercings in de media en in het straatbeeld raakt men eraan gewend en zakt de weerstand. Het aantal mensen boven de dertig dat een piercing heeft, groeit. Dit komt door de stijgende populariteit maar ook doordat de eerste groep die er ooit mee begon, ouder wordt.
Een oorlelpiercing voor het dragen van een oorbel met een gaatje door de oorlel van een vrouw is maatschappelijk geheel geaccepteerd.
Sinds het midden van de jaren 1990 werd het steeds populairder om gaatjes in de bovenrand van het oor (helix) te nemen. Een paar jaar later (rond 1999) kwam de traguspiercing (tegenover de gehoorgang) in de mode. Sinds ongeveer 2004 wordt het oprekken van de oorlellen steeds populairder. Daarbij worden oortunnels van soms wel twee centimeter in het oor geplaatst.

## Plaatsen
Piercings worden op verschillende plaatsen in het lichaam of in het gezicht aangebracht, op meer of minder zichtbare plaatsen. Voorbeelden zijn door de tepels, door de tong, door de huid onder de wenkbrauw of door een neusvleugel, de navel en in de geslachtsdelen: clitorishoedje, eikel of balzak.
De populairste vijf piercings onder vrouwen zijn de oorlellen en verder de neus, navel, tong en de bovenrand van het oor. Sommige piercings, bijvoorbeeld in de mond, kunnen leiden tot medische complicaties.

### Oorlel
Zie ook oorpiercing. De oorlel is waarschijnlijk het meest gepiercete lichaamsdeel. Het is vooral onder vrouwen zo gangbaar dat het vaak niet eens als echte piercing wordt gezien. Vaak krijgen vrouwen de eerste gaatjes wanneer ze kind zijn. In sommige landen (o.a. Spanje) is het vanzelfsprekend bij pasgeboren meisjes. Soms worden er ook meerdere gaatjes in een oorlel geplaatst. Bij mannen was het in de jaren 1990 populair om een oorbel te hebben (in slechts één oor). Dit is na 2000 sterk teruggelopen, maar na 2005 is dit onder de jongeren weer toegenomen.
De eerste piercing heeft vaak een diameter van 0,8 à 1,2 mm, maar kan nadien gestretcht (uitgetrokken) worden tot meerdere centimeters.

### Neusvleugel
Het piercen van een van de neusvleugels is onder Indiase vrouwen erg populair en wordt naast de oorlellen eigenlijk ook standaard geplaatst als sieraad. In de tweede helft van de jaren 80 deed het zijn intrede in Nederland en had het vooral een rebelse uitstraling. In de loop van de jaren 1990 lieten steeds meer vrouwen hun neusvleugel doorboren. Vooral onder jonge meisjes werd het een statussymbool. Sinds ongeveer 1998 wordt een gaatje in de neus bij jonge vrouwen een breed gedragen modeobject. Vooral het dragen van een klein neusknopje is erg populair.

### Navel
De navelpiercing bij vrouwen veroverde rond 1996 in korte tijd de wereld. Bij het dragen van topjes werd het een populair sieraad en blikvanger. De piercing wist in zeer korte tijd populair en breed geaccepteerd te worden, hoewel de populariteit ervan wisselend is. Toch is deze piercing naast de neusvleugel de meest gangbare en hoort ze net als de neusvleugel ook steeds meer bij de normale sieraden voor vrouwen. maar dit sieraad wordt ook bij mannen steeds populairder als proefpiercing.

### Tong
De tongpiercing kwam rond 1999. Deze werd vooral in combinatie met de navelpiercing populair bij vrouwen. Maar ook bij mannen is het een populaire piercing. Toch is het karakter ervan net wat te extreem om echt breed gedragen te worden. Ook om praktische redenen is deze een stuk zeldzamer dan de navel of neus. De tongpiercing wordt naast stoer en hip ook als erotische piercing beschouwd.

### Bovenrand van het oor
De bovenrand van het oor (helix) kwam halverwege de jaren 1990 in de mode. Vooral onder meisjes is een ringetje boven in het oor erg populair. Naast een esthetische waarde heeft het ook een stoer imago. Wanneer een meisje er een heeft volgen vaak veel van haar vriendinnen. Meestal gebeurt dit zo rond het veertiende jaar. Veel meisjes verwijderen de piercing wanneer ze een jaar of twintig zijn. Sommigen laten hun hele oor van onder tot boven volzetten met gaatjes. Dit komt echter maar weinig voor.

## Soorten piercings
Soorten piercings zijn onder andere:
Gezicht:
- Jestrum piercing (bovenlip)
- Wangpiercing
- Wenkbrauwpiercing
- Bridge (bovenkant neus)
- Neusvleugelpiercing
- Septumpiercing (onderkant neus, door het neustussenschot oftewel het septum)
- Tongpiercing
- Labret (onderlip)
- Monroe-piercing (in de bovenlip, met het ene uiteinde zichtbaar en het andere binnen de mond)
- Medusa (idem, maar dan in het midden)
- Snakebites

Oor:
- Oorring
- Helixpiercing
- Tragus
- Rookpiercing
- Snug
- Daith
- Conch
- Industrial

Lichaam:
- Tepelpiercing
- Navelpiercing

Intiempiercings, man:
- Ampallang
- Apadravya
- Dydoe
- Guichepiercing
- Hafadapiercing
- Lorumpiercing
- Prins Albert-piercing

Intiempiercings, vrouw:
- Christinapiercing
- Clithood piercing
- Labia-minorpiercing
- Labia-majorpiercing
- Fourchette
- Trianglepiercing

Afwijkende technieken:
- Oppervlaktepiercing
- Microdermal piercing
- Dermal punching

Bij een microdermal piercing, ook dermal anchor of transdermal implant genoemd, is er niet een staafje dat op de ene plaats het lichaam ingaat en een andere plaats het lichaam uitkomt, maar een verankering onder de huid, met één gaatje waar een staafje uitkomt, en waar dan bijvoorbeeld een bolletje op wordt geschroefd. "Dermal" staat onder andere voor "huid", specifieker het huidlaagje genaamd de "dermis" waarin de dermal piercing zich zal bevinden.
Een neppiercing (fake piercing) is een sieraad dat op een piercing lijkt, maar waar geen gaatje voor nodig is. Het wordt aan het lichaam geklemd. Ook voor een oorbel die aan de oorlel wordt geklemd is geen gaatje nodig.

## Sieraden

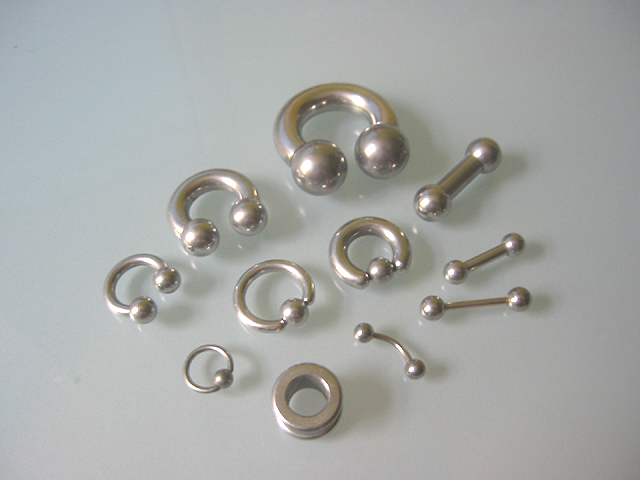
Verschillende basissieraden

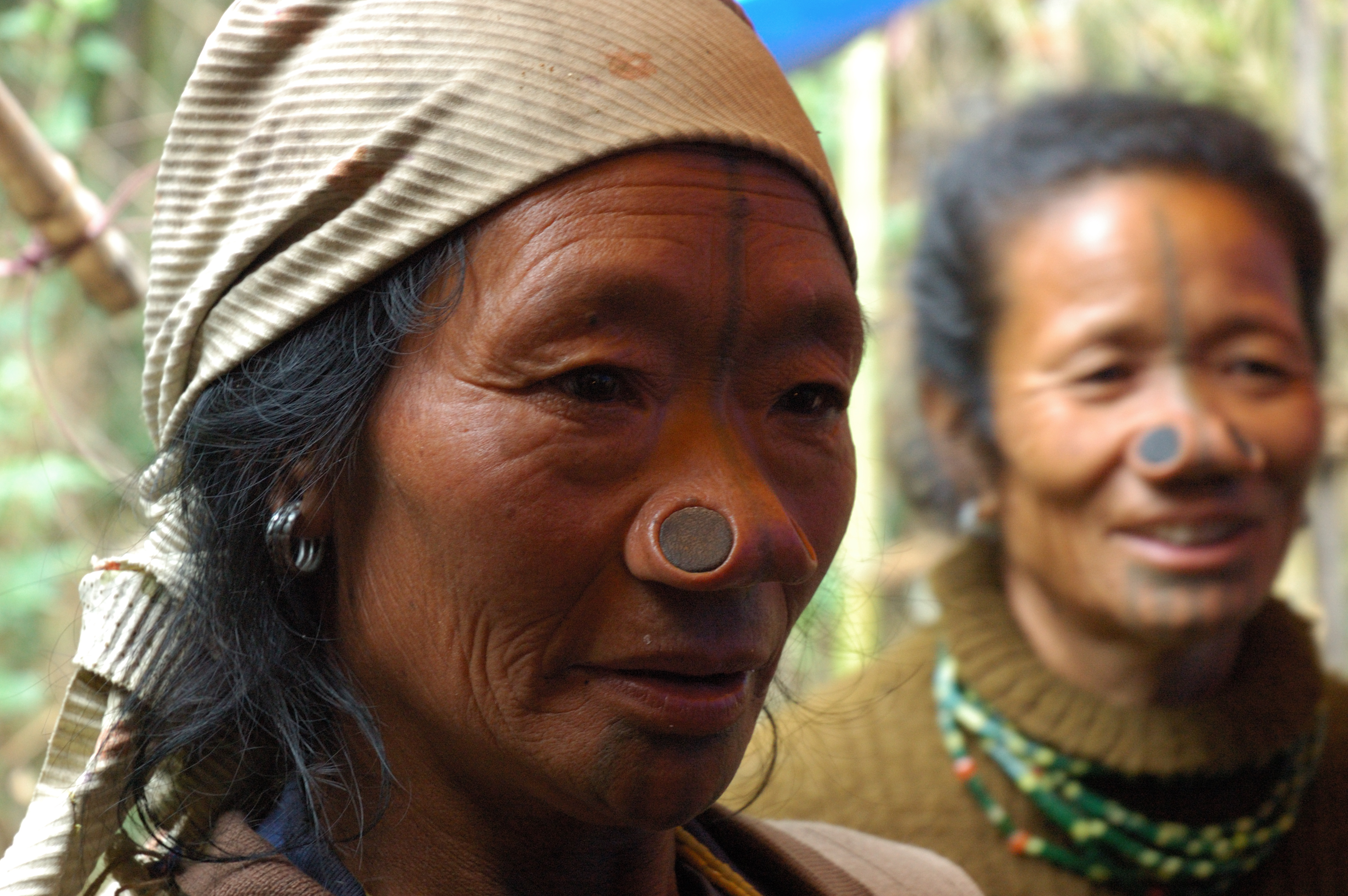
Apanti vrouwen

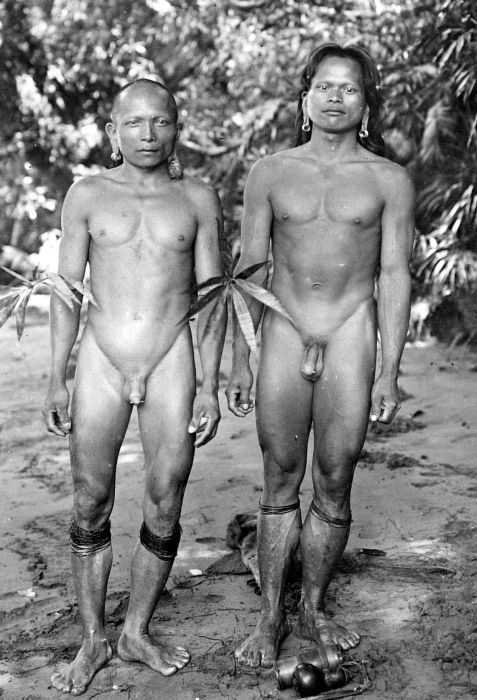
Twee Kenyah-Dajaks met een penisstaafje. De linker heeft tevens een oorbel van houtsnijwerk. Borneo.

Er bestaan vele sieraden die in piercings geplaatst kunnen worden.
Ball Closure Ring / Captive Bead Ring (BCR) - Een ringetje waarvan de opening wordt afgesloten met een klein balletje. Het balletje heeft twee uitsparingen waarin de uiteinden van het ringetje rusten en het wordt door de spanning op zijn plek gehouden.
Barbell - Een staafje met aan elk uiteinde een bolletje. Er bestaan verschillende barbells. Barbells met een recht staafje worden het meeste in tepelpiercings, tongpiercings en bepaalde intiempiercings gedragen. In de industrial piercing wordt een extra lange barbell gedragen.
Het staafje kan ook licht gekromd zijn of bijna helemaal in het rond lopen (het sieraad is dan als een ring met een opening tussen de twee bolletjes). Een speciale barbell is de navelpiercing met een J-curve en een groot en een klein bolletje. Barbells kunnen in vrijwel elke piercing gedragen worden. In het geval van een lang recht staafje door twee gaatjes spreekt men van een industrial piercing. Deze wordt meestal toegepast in een oor.
Labret-knopje - Dit sieraadje lijkt op een rechte barbell maar heeft aan een kant een plat schijfje. Zo kan het sieraadje comfortabel gedragen worden met het schijfje in de mond.
Grote maten - Voor bepaalde sieraden moet een piercinggaatje worden gestretcht. Er zijn vele sieraden speciaal voor gestretchte piercings. Deze bestaan in bijna elke denkbare vorm en maat en de makers van deze sieraden worden niet zelden geïnspireerd door traditionele sieraden uit Azië, Afrika en Zuid-Amerika.

## In- en uitdoen
Vaak wordt het sieraad dag en nacht gedragen. Om het uit te doen kan in het geval van een schroefverbinding deze losgeschroefd worden. Het openen en sluiten van een BCR met de handen is vrij lastig. Het wordt over het algemeen door een piercer gedaan met behulp van speciale tangen.
Uitdoen terwijl de wond nog niet genezen is wordt afgeraden.

## Bekende personen met piercings
Vanaf de jaren 80 droegen verschillende bekende personen (met name artiesten) piercings. Dit heeft in belangrijke mate bijgedragen aan de populariteit en acceptatie van piercings.
Lijst van bekende personen met piercings:
- Madonna - Neusvleugel, navel
- 2Pac - Neusvleugel
- Mel B. - Tong
- Janet Jackson - Neus, tepels
- Georgina Verbaan - Neusvleugel
- Christina Aguilera - Neusvleugel, labret
- Chester Bennington - Labret, oor
- Isabelle Brinkman - Verticale labret
- Pink - Neusvleugel, tragus, tong, tepel
- Lenny Kravitz - Neusvleugel, eikel
- Joss Stone - Neusvleugel, fleshtunnels
- Britney Spears - Navel
- Beyoncé - Navel
- Krause - Labret, tong, fleshtunnels
- Mutya Buena - 8 in de oren (4 elke kant), neusvleugel (rechts), bovenlip (links), onderlip (links), naast oog (rechts), tong, navel, tepel (links)
- Thomas De Gendt - Tong
- Kirsten Flipkens - Navel
- Charline Van Snick - Navel
- Sally Pearson - Navel, Tong
- FKA Twigs - Septum
- Rihanna - Oren (gewone & rechts tragus), tepel, septum
- Tom Kaulitz - Lip, twee stretches
- Bill Kaulitz - Wenkbrauw, tong, tepel, septum, 4 oorringen (3 linkerkant, 1 rechterkant), lip
- Karen Damen - Tong
- Kate Ryan - Tong
- Lesley-Ann Poppe - Tong, navel, tepels
- An Lemmens - Tong, Wenkbrauw, monroe
- Dewi - Lip
- Mathilde Willink - Neus, vele oorringen
- Dennis Rodman - Neus, labret, tepels
- Tommy Lee - Neus, wenkbrauw
- Keith Flint - Neus, tong
- Ursula Rucker - Neus, labret
- Miyavi - Wenkbrauw, neus, lip, oor
- Jetske van den Elsen - Neus
- Slash - Neus, navel
- Lil' Wayne - Twee lippiercings (rechterkant in onderlip)
- Cara Van der Auwera - Navel
- Loena Hendrickx - Navel
- Nadia Ali - Neus

## Gezondheidsrisico's
Als een piercing is gezet door een professional en de gepiercete zich netjes houdt aan de nazorginstructies, zijn de risico's van een piercing niet erg groot. Bij een professionele piercer wordt een piercing gezet in een schone omgeving, met steriel gereedschap en een steriele naald voor eenmalig gebruik. Het sieraadje dat in een nieuwe piercing wordt geplaatst is van titanium of chirurgisch staal. In deze omgeving is de kans op het oplopen van een virale of bacteriële infectie minimaal.
Een nieuwe piercing kan tijdens het genezingsproces gaan ontsteken of in het slechtste geval afstoten.
Het is heel belangrijk dat men zich nauwkeurig houdt aan de nazorginstructies om problemen te voorkomen. Dit betekent twee keer per dag voorzichtig schoonmaken met milde antibacteriële zeep of weken in een zeezoutoplossing. Daarbuiten moet men de piercing niet meer aanraken dan absoluut noodzakelijk en zeker niet met ongewassen handen. Een verse piercing is een open wond en moet als zodanig behandeld worden.
Als de piercing gaat ontsteken, mag men het sieraad onder geen voorwaarde zelf uitnemen – men dient contact op te nemen met de huisarts om advies te vragen. In dit geval mogen piercers officieel van de GGD geen advies geven omdat zij niet medisch geschoold zijn. Indien nodig kan een kleiner sieraad worden verwisseld tegen een groter of langer sieraad, opdat er meer ruimte is voor een zwelling.
Piercings in de mond kunnen tanden en tandvlees beschadigen. Als ze echter goed worden geplaatst en er niet met de piercing wordt "gespeeld" is dat risico minimaal.
Oppervlaktepiercings en piercings op beweeglijke plekken zoals de navel groeien makkelijker uit en genezen langzaam. Afstoting van een piercing kan littekens veroorzaken.
Het laten schieten van een piercing of oorbel brengt aanzienlijk meer risico's met zich mee. Toch is het in sommige gevallen toegestaan zoals in de neusvleugel en het dunne kraakbeen onder de kraakbeenrand van het oor.
Dikke delen van het kraakbeen, zoals de tragus of de krul boven in het oor, mogen onder geen beding geschoten worden, dit kan risico's en complicaties opbrengen door versplinterend kraakbeen.
De GGD heeft hier specifieke richtlijnen voor en keurt sinds 2007 ook iedereen die piercet met een instrument (schietpistool). De schietinstrumenten van tegenwoordig zijn beduidend anders dan vroeger. Zo deed men vroeger ongesteriliseerde sieraden in het instrument en kwam het instrument in contact met de huid. Tegenwoordig zitten de schietknopjes in steriele cartridges en komt het instrument zo niet meer makkelijk in aanraking met de huid.
Verdere risico's:
- allergie voor het metaal (vooral nikkel) van de piercing
- allergie voor het schoonmaakmiddel
- bacteriële infectie, vooral door Staphylococcus aureus
- virale infectie (hepatitis B en C, hiv)
- infectie met parasieten of protozoa door zwemmen
- uitdroging door chloor in zwemwater
- erosie van tandvlees
- overmatig littekenweefsel
- verslaving aan piercings

## Regulering

### Nederland
Het Warenwetbesluit tatoeëren en piercen definieert een piercing als de waar die bestemd is of gebruikt wordt om als sieraad in een doorboring van de huid, slijmvliezen, kraakbeen of spierweefsel te worden achtergelaten; het definieert piercen als zo'n doorboring, waardoor het mogelijk wordt daarin een piercing achter te laten. Een ondernemer moet voor het piercen, met uitzondering van het piercen van een oorlel, over een vergunning beschikken.

## Geneestijd
De geneestijd is per piercing zeer uiteenlopend. In de onderstaande tabel wordt hiervan overzicht gegeven van de geneestijd van de populairste piercings.
| Naam piercing         | Locatie                             | geneestijd  |
| --------------------- | ----------------------------------- | ----------- |
| Helixpiercing         | kraakbeen van het oor               | 3-9 maanden |
| Neusvleugelpiercing   | neus                                | 3-4 maanden |
| Labret                | labrum (onderlip)                   | 6-9 weken   |
| monroe-piercing       | bovenlip                            | 6-9 weken   |
| Christinapiercing     | boven aan de buitenste schaamlippen | 3-4 maanden |
| Navelpiercing         | navel                               | 6-9 maanden |
| Wenkbrauwpiercing     | wenkbrauw                           | 6-8 weken   |
| Tongpiercing          | tong                                | 4-8 weken   |
| Clithood piercing     | clitoris                            | 4-8 weken   |
| Prins Albert-piercing | penis                               | 4-8 weken   |

## Schoonmaken en verzorgen
Er zijn verschillende manieren om een piercing schoon te maken. Bij het schoonmaken van een verse piercing moet men altijd in acht nemen dat een piercing geen normaal wondje is. Voor een goede genezing moet er in de piercing zelf een kunstmatig "tunneltje" of een fistula gemaakt worden en dat kan in bepaalde gevallen maanden duren. Tijdens de genezing is het belangrijk de piercing niet onnodig te irriteren en zo veel mogelijk met rust te laten.

## Galerij

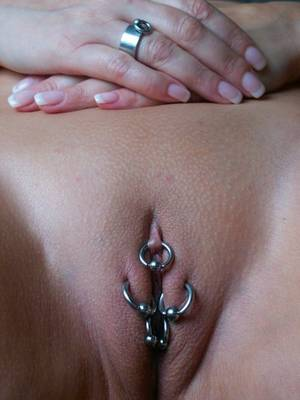
piercings door schaamlippen en clithood
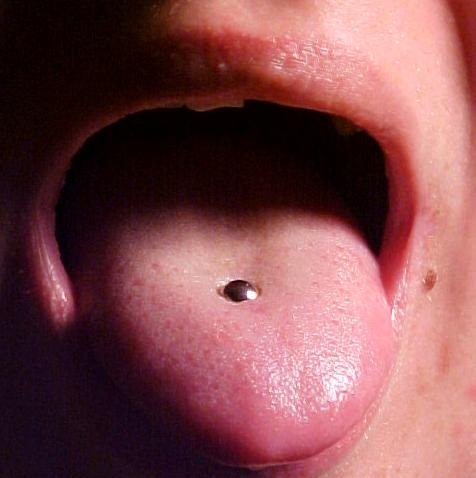
tongpiercing
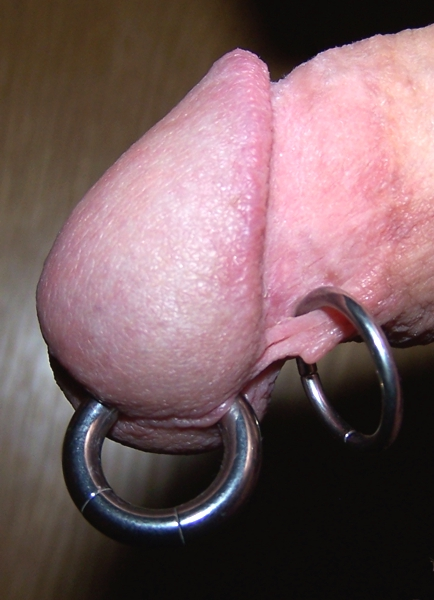
eikel- en frenumpiercings
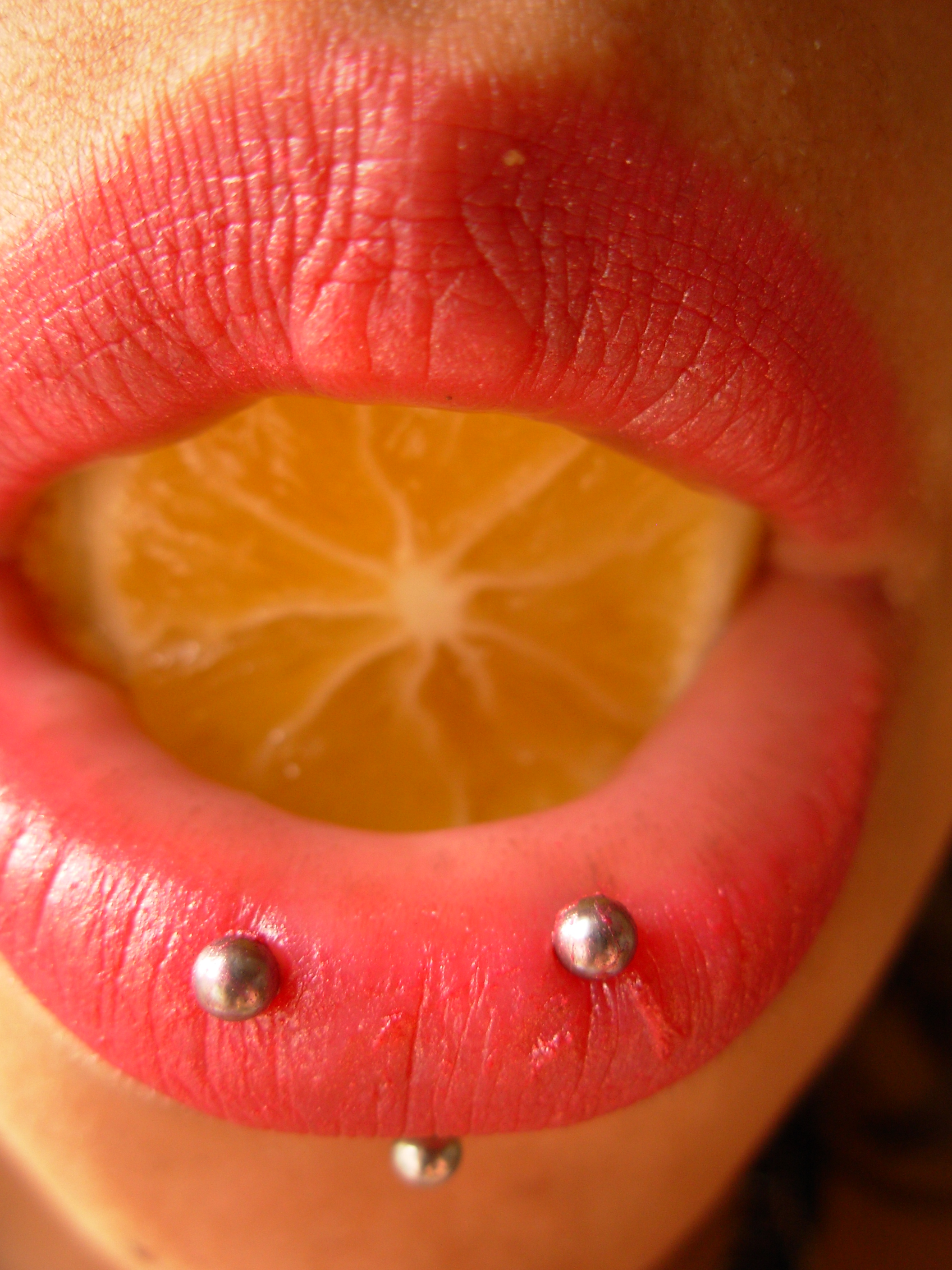
lip- en labretpiercing
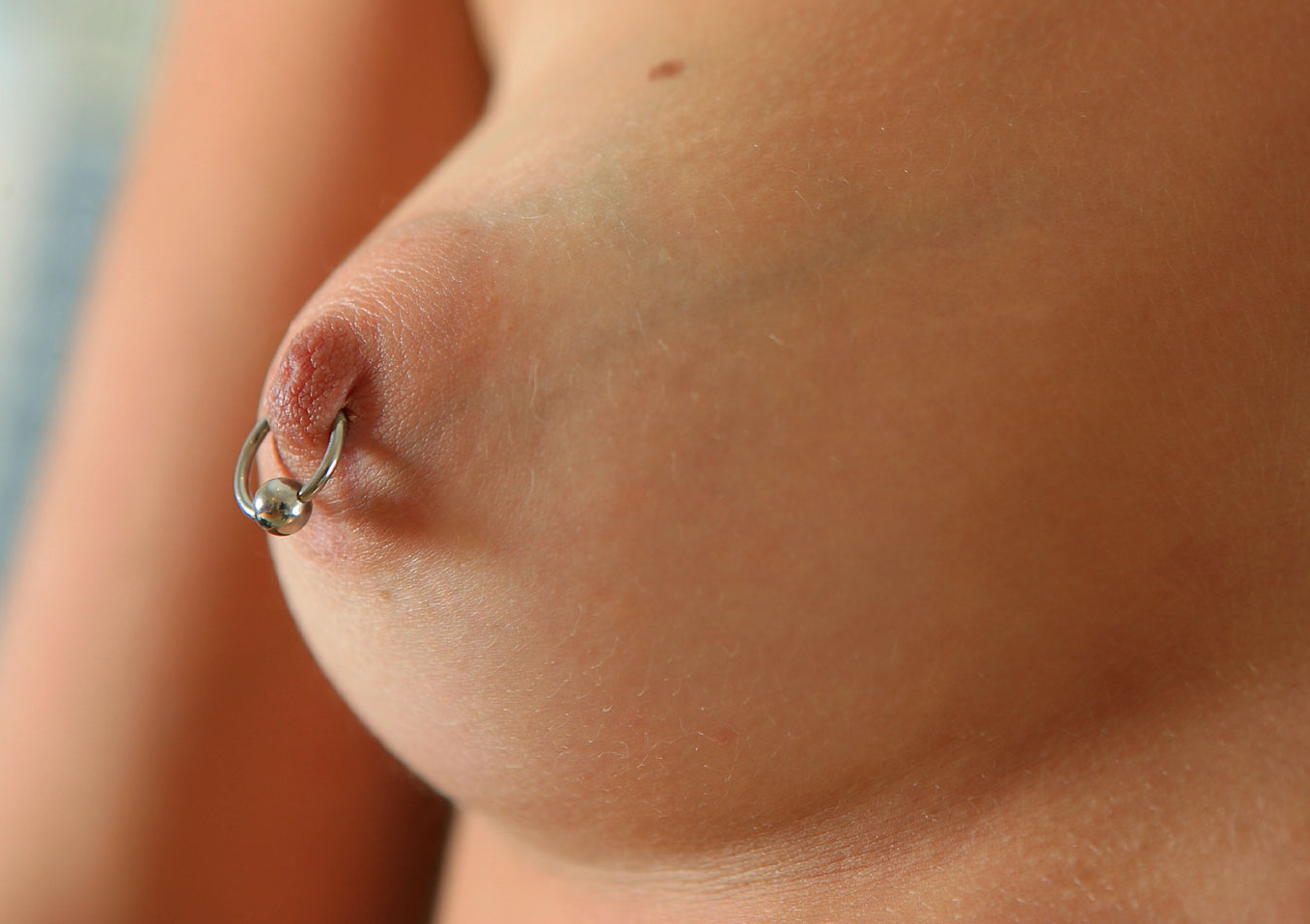
tepelpiercing
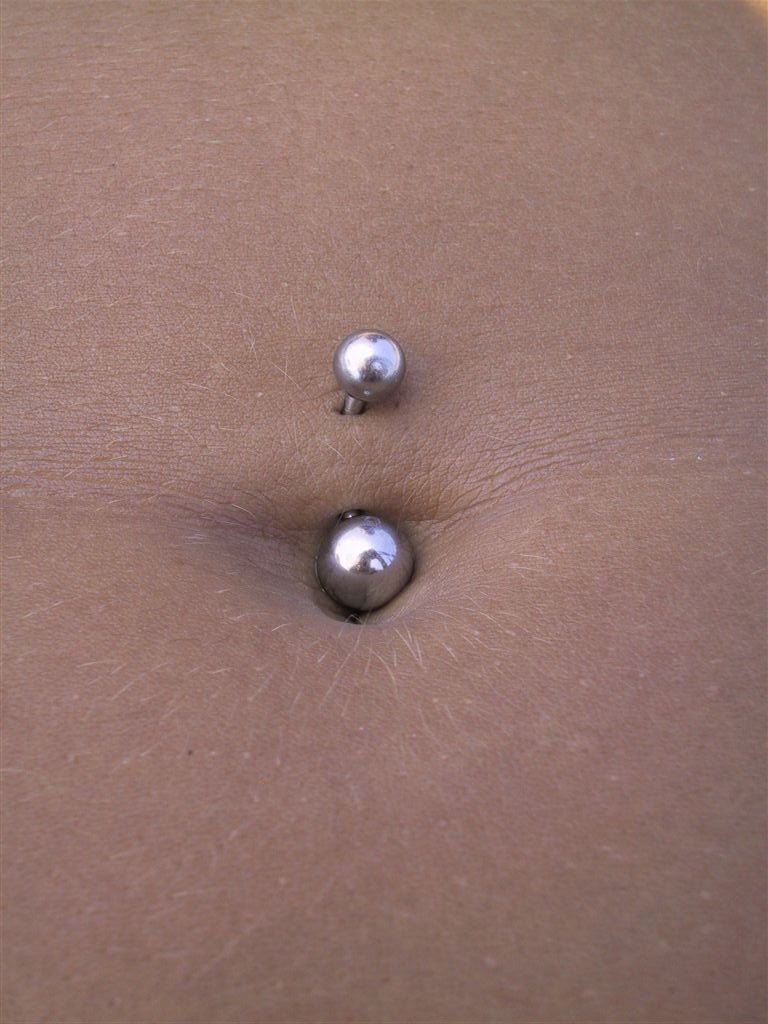
navelpiercing
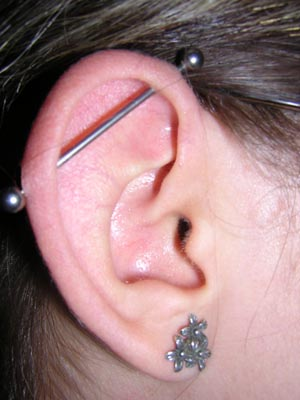
oorpiercing ("industrial")
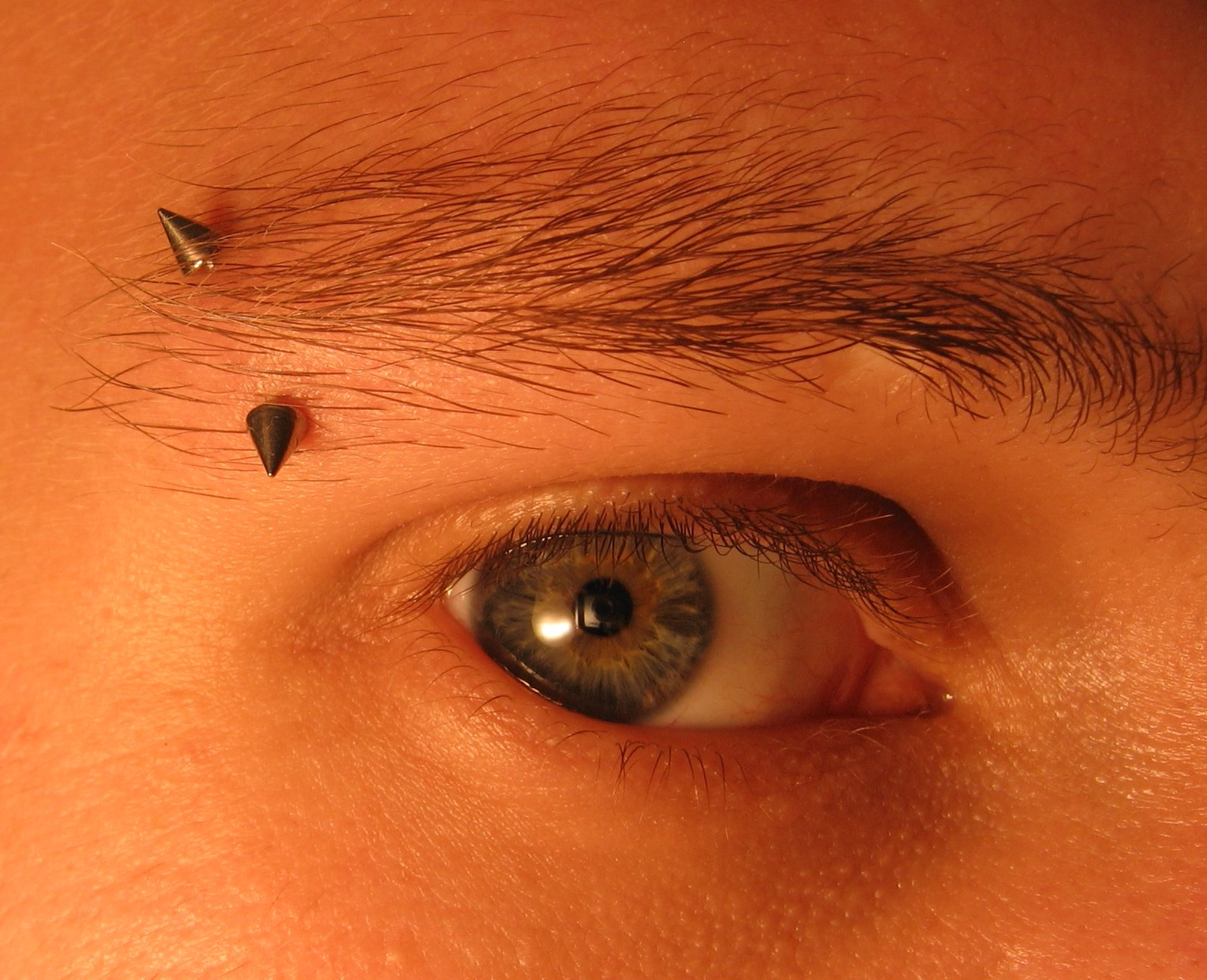
wenkbrauwpiercing
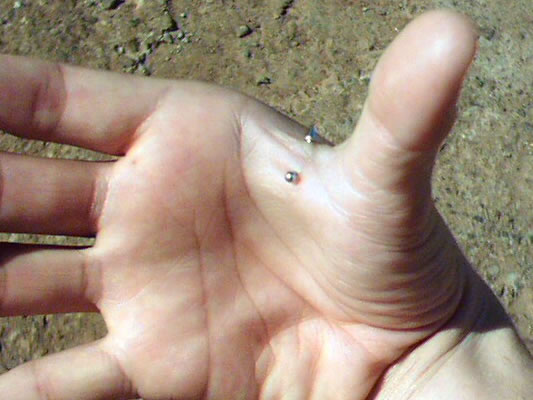
handwebpiercing
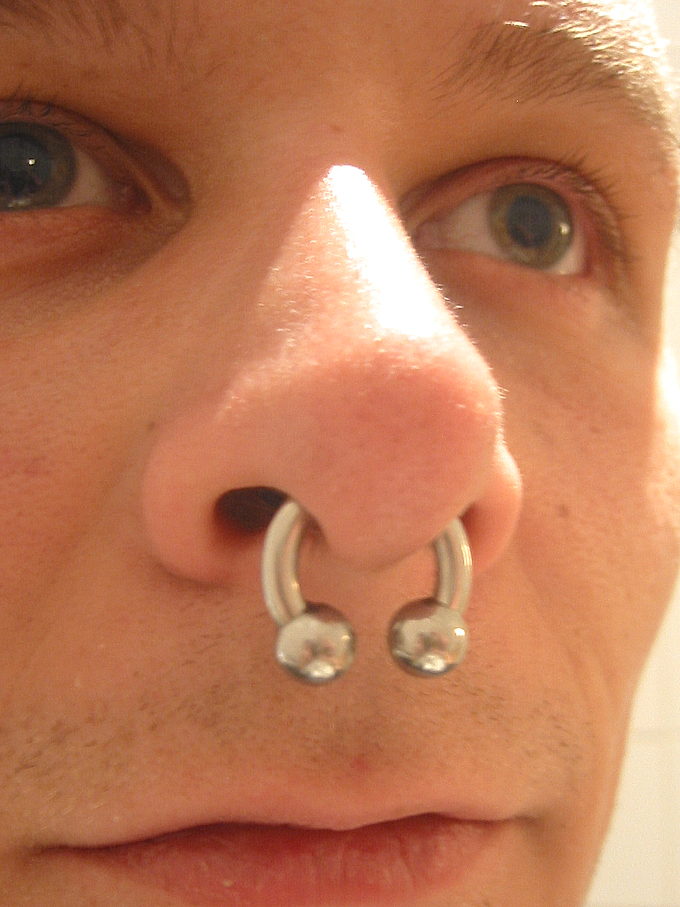
septumpiercing
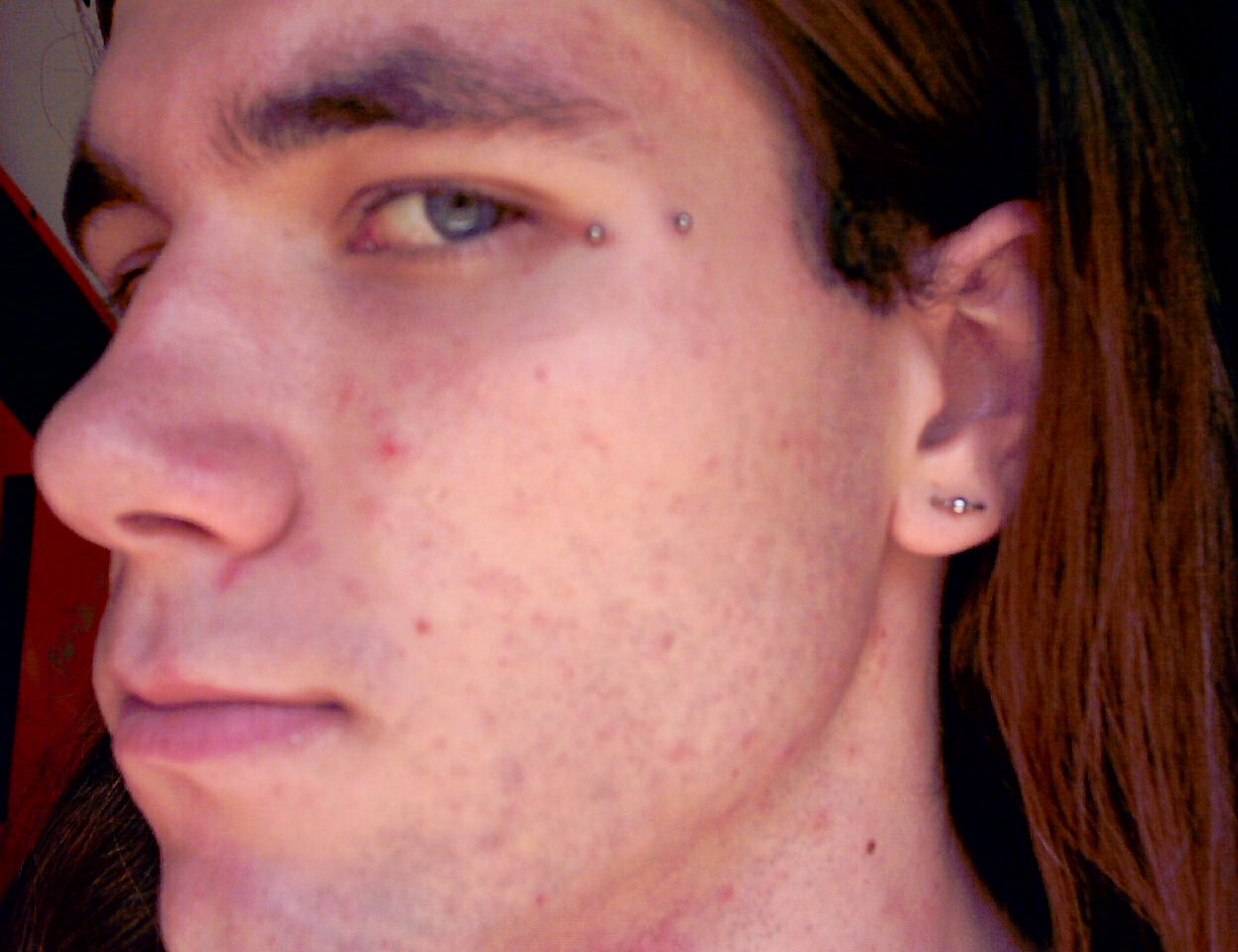
surfacepiercing